# تریچزیمو
تریچزیمو (به ایتالیایی: Tricesimo) یک کومونه در ایتالیا است که در استان اودینه واقع شده‌است. تریچزیمو ۱۷٫۵ کیلومتر مربع مساحت و ۷٬۴۷۱ نفر جمعیت دارد و ۱۹۹ متر بالاتر از سطح دریا واقع شده‌است.

## خواهرخوانده
شهر Mittersill خواهرخواندهٔ تریچزیمو هست.